# Glycaspis australoraria
Glycaspis australoraria är en insektsart som beskrevs av Moore 1961. Glycaspis australoraria ingår i släktet Glycaspis och familjen rundbladloppor. Inga underarter finns listade i Catalogue of Life.